# نقطه شکست
نقطه شکست (به انگلیسی: Point Break) یا نقطه فروپاشی یک فیلم اکشن، جنایی و دلهره‌آور آمریکایی محصول سال ۱۹۹۱ به کارگردانی کاترین بیگلو است. در این فیلم بازیگرانی همچون پاتریک سوویزی، کیانو ریوز، گری بیوسی، لوری پتی، جان کریستوفر مک‌گینلی، جیمز لوگرو، جان فیلبین، لی ترگسن، وینسنت کلین، کریس پدرسون، آنتونی کیدیس، کریستوفر پتیت، سیدنی والش، پیتر فلپس، پینگ وو و تام سایزمور ایفای نقش کرده‌اند. عنوان فیلم به اصطلاح موج‌سواری «نقطه شکست» اشاره دارد که در آن موجی با برخورد به نقطه‌ای از خشکی که از خط ساحلی بیرون می‌آید، می‌شکند. در این فیلم کیانو ریوز به عنوان یک مأمور مخفی اف‌بی‌آی که وظیفه بررسی هویت گروهی از سارقان بانک را بر عهده دارد در حالی که او رابطه پیچیده‌ای با رهبر گروه (سوویزی) ایجاد می‌کند، ظاهر می‌شود.
توسعه این فیلم در سال ۱۹۸۶ آغاز شد، زمانی که ایلیف داستان اولیه را برای فیلم نوشت. بیگلو به زودی فیلمنامه را با همسر جیمز کامرون ساخت و فیلمبرداری چهار سال بعد انجام شد. این فیلم در سراسر سواحل غربی قاره ایالات متحده فیلمبرداری شد و قبل از اکران در ۱۲ ژوئیه ۱۹۹۱ به‌طور رسمی ۲۴ میلیون دلار بودجه داشت. 
این فیلم با نقدهای کلی مثبت روبه‌رو شد و منتقدان بازی بین ریوز و سوویزی را تحسین کردند. در طول اکران، فیلم بیش از ۸۳٫۵ میلیون دلار فروخت و از آن زمان تا به حال طرفدارانی را به دست آورده است. پس از موفقیت این فیلم، یک بازسازی بنام نقطه فروپاشی ایجاد شد که در سال ۲۰۱۵ منتشر شد.

## داستان
جانی یوتا، بازیکن پیشین فوتبال تیم اوهایو استیت که تازه به اف‌بی‌آی پیوسته، به مأمور ارشد، آنجلو پاپاس، در پروندهٔ مجموعه‌ای از سرقت‌های بانکی کمک می‌کند. این سرقت‌ها توسط گروهی به نام «رؤسای‌جمهور پیشین» انجام می‌شود؛ سارقان نقاب‌هایی لاستیکی از چهرهٔ رونالد ریگان، جیمی کارتر، ریچارد نیکسون و لیندون بی. جانسون به چهره دارند. آن‌ها به‌جای ورود به گاوصندوق، فقط پول‌های موجود در کشوی صندوقداران را می‌خواهند و در کمتر از ۹۰ ثانیه ناپدید می‌شوند.
بر پایهٔ نظریهٔ پاپاس که این جنایتکاران موج‌سوار هستند، یوتا برای نفوذ به جامعهٔ موج‌سواران وارد عمل می‌شود. او داستانی ساختگی دربارهٔ مرگ اعضای خانواده‌اش تعریف می‌کند تا دختری به نام تایلر، که پیش‌خدمت رستوران و یتیم است، به او موج‌سواری بیاموزد. تایلر در نخستین تجربهٔ موج‌سواری یوتا، جان او را از غرق‌شدن نجات می‌دهد. از طریق تایلر، یوتا با بادی، دوست‌پسر پیشین تایلر و رهبر گروهی از موج‌سواران به نام‌های روچ، گرومت و ناتانیل آشنا می‌شود. آن‌ها ابتدا به یوتا مشکوک‌اند، اما بادی وقتی یادآوری می‌کند که مصدومیت زانو باعث نابودی آیندهٔ فوتبالی یوتا شد، او را می‌پذیرند. یوتا که موج‌سواری را فرا می‌گیرد، مجذوب سبک زندگی پرهیجان آن‌ها، فلسفه‌های بادی، و تایلر می‌شود.
با بررسی سموم موجود در موی یکی از سارقان بانک، یوتا و پاپاس به سرنخی می‌رسند و به خانهٔ گروه دیگری از موج‌سواران یورش می‌برند، اما دو نفر از آنان و یک مأمور اف‌بی‌آی در این عملیات کشته می‌شوند. این گروه در واقع تحت تعقیب ادارهٔ مبارزه با مواد مخدر بوده و هیچ ارتباطی با «رؤسای‌جمهور پیشین» نداشته است.
یوتا هنگام تماشای موج‌سواری گروه بادی، به آن‌ها مشکوک می‌شود؛ چرا که نزدیکی بیش‌ازحد اعضای گروه و رفتارهای خاصشان، همچون برهنه‌کردن پشت و نشان‌دادن آن به دیگر موج‌سواران (همان‌گونه که یکی از سارقان انجام می‌داد) توجهش را جلب می‌کند. او و پاپاس مقابل یک بانک کمین می‌کنند و «رؤسای‌جمهور پیشین» ظاهر می‌شوند. بادی که نقاب ریگان را زده، یوتا را به تعقیب و گریز در محله می‌کشاند. اما مصدومیت قدیمی زانوی یوتا دوباره عود می‌کند و با وجود داشتن تیررس، نمی‌تواند بادی را متوقف کند.
شبانه، مشخص می‌شود که بادی و گروهش همان سارقان بانک هستند. تایلر، نشان اف‌بی‌آی یوتا را پیدا می‌کند و با خشم رابطه‌شان را قطع می‌کند. مدتی بعد، بادی یوتا را مجبور به چتربازی با گروهش می‌کند. پس از پرش، بادی فاش می‌کند که از مأمور بودن یوتا آگاه است و دوستش، روزی، که موج‌سوار نیست، تایلر را گروگان گرفته تا یوتا را وادار به همکاری در آخرین سرقت تابستانی کند.
در این سرقت، آن‌ها برخلاف همیشه، وارد گاوصندوق می‌شوند و زمان بیشتری در بانک می‌مانند. در این میان، گرومت با تیر یک مأمور پلیس کشته می‌شود. بادی و همدستانش افسر پلیس و نگهبان بانک را می‌کشند و یوتا را رها می‌کنند. یوتا بازداشت می‌شود و مدیر اف‌بی‌آی، بن هارپ، او را به‌خاطر کشته‌شدن‌ها سرزنش می‌کند. اما پاپاس در جریان مشاجره‌ای، به هارپ مشت می‌زند و قول می‌دهد خودش یوتا را بازگرداند.
پاپاس و یوتا به فرودگاه می‌روند، جایی که بادی، روچ و ناتانیل آمادهٔ پرواز به مکزیک هستند. در درگیری مسلحانه‌ای، پاپاس و ناتانیل کشته می‌شوند و روچ زخمی می‌شود. بادی، یوتا را با تهدید اسلحه سوار هواپیما می‌کند. در آسمان، بادی و روچ چتر نجات می‌پوشند و از هواپیما می‌پرند، و یوتا را برای پاسخ‌گویی تنها می‌گذارند. او که چتر نجاتی ندارد، با اسلحهٔ بادی از هواپیما می‌پرد و در هوا به او می‌رسد. هر دو سالم فرود می‌آیند، اما زانوی یوتا دوباره آسیب می‌بیند و بادی می‌گریزد. بادی سپس با روزی دیدار می‌کند که تایلر را آزاد می‌کند. روچ بر اثر جراحات می‌میرد و بادی و روزی از هم جدا شده، از کشور می‌گریزند.
نه ماه بعد، یوتا بادی را در ساحل بلز در ویکتوریا، استرالیا می‌یابد، جایی که طوفانی بی‌سابقه موج‌هایی مرگبار ایجاد کرده است. بادی پیش‌تر از این پدیده با نام «طوفان ۵۰ ساله» یاد کرده بود. او از یوتا می‌خواهد آزادش کند تا این موج یکبار در عمر را تجربه کند. یوتا که می‌داند بادی باز نخواهد گشت، اجازه می‌دهد و با او خداحافظی می‌کند. بادی سوار موج می‌شود و به کام مرگ می‌رود. یوتا نیز در حالی که به ساحل بازمی‌گردد، نشان اف‌بی‌آی‌اش را به دریا می‌اندازد.

## ساخت
این فیلم در سال ۱۹۸۶ به تولید نزدیک شد، با متیو برودریک، جانی دپ، وال کیلمر، و چارلی شین که همگی برای ایفای نقش شخصیت جانی یوتا با کارگردانی ریدلی اسکات در نظر گرفته شدند. با این حال تولید لغو شد.
چهار سال بعد، پس از به دست آوردن فیلمنامه، تهیه‌کنندگان فیلم شروع به جستجوی کارگردان کردند. در آن زمان، جیمز کامرون، تهیه کننده اجرایی، با کارگردان کاترین بیگلو، که به تازگی فیلم فولاد آبی (۱۹۹۰) را تکمیل کرده بود و به دنبال پروژه بعدی خود بود. فقط دبلیو. پیتر ایلیف برای فیلمنامه اعتبار دارد، اما کامرون گفته است که او مقدار قابل توجهی از نوشتن را با بیگلو برای فیلم نهایی انجام داده است، که به ایجاد یک جریان داستانی بهتر کمک کرده است.
زمانی که کیانو ریوز در نقش اصلی انتخاب شد، پوینت بریک در ابتدا جانی یوتا نام داشت. استودیو احساس می‌کرد که این عنوان در مورد موج‌سواری بسیار کم صحبت می‌کند و تا زمانی که پاتریک سوویزی برای بازیگری انتخاب شد.

## بازخوردها
- در راتن تومیتوز، این فیلم بر اساس رای ۷۹ نقد، با میانگین امتیاز ۶٫۳ از ۱۰، دارای ۷۰ درصد محبوبیت است.[۹]
- در متاکریتیک بر اساس رای ۲۱ منتقد، میانگین وزنی امتیاز ۶۰ از ۱۰۰ را گزارش می‌دهد که نشان دهنده «بررسی‌های مختلط یا متوسط» است.[۱۰]
- تماشاگران در نظرسنجی سینماسکور به فیلم نمره متوسط «B+» در مقیاس A+ تا F دادند.[۱۱]